# メデジン
メデジン（スペイン語: Medellín）はコロンビア北西部にあるアンティオキア県の県都。首都ボゴタに次ぐ第二の都市であり、第三の都市カリを含めたコロンビアの「三大都市」の一つである。人口は約256万人（2020年）。
メデリンとも表記する。これは、コロンビアの公用語であるスペイン語において書記素<ll>で表される音が、地域や個人によって揺れがあるためである（ジェイスモ参照）。

## 名称
この街の名称の直接の由来は、スペイン・エストレマドゥーラ州にある同名の村からだが、この村は共和制ローマ時代の紀元前1世紀に創立した古い歴史を有しており、当時の属州総督のクィントゥス・カエキリウス・メテッルス・ピウスにちなみに、ラテン語でメテッリヌム（Metellinum）と呼ばれたのが語源となっている。

## 歴史
1675年、スペイン王妃マリアナ・デ・アウストリアの認可を受けカビルド（自治政府）が設立された。
1826年、アンティオキア県の県都に選ばれた。
1929年、鉄道が開通した。
1990年代半ば、スマートシティーへの道を歩み始めた
。
2013年、ウォールストリート・ジャーナルとシティグループが実施した「今年の最も革新的な都市」コンテストで1位になった。
2022年11月21日に小型飛行機が住宅地の民家に墜落し乗客乗員8人全員が死亡する事故が発生した。

## 地理
標高約1500メートルの盆地にあり、2500m級の山々に囲まれている。地形的制約から市街地は南北方向に伸びており、メデジンの北にはベヨ、南にはイタグイ、エンビガド、といった衛星都市がある。

## 交通

### 鉄道
公営の公共交通機関としては、コロンビアでは唯一の大規模鉄道システムをそなえるメデジンメトロがある。1995年から運転を開始し、都市鉄道のほか、Tranvía（トランビア）というトラム路線やMetroplús（メトロプルス）という専用レーンを走るバス路線、Metrocable（メトロカブレ）というロープウェイ路線も運行している。運行時間は路線や曜日によってさまざまだが、多くの路線では月曜日から土曜日は午前4:30から午後11:00、日曜日と祝日は午前5:00から午後10:00までとなっている。

### 空港
- ホセ・マリア・コルドバ国際空港が市街地の30km東方に位置している。コロンビア第二の規模の空港である。
- オラヤ・エレラ空港（英語版）は市街地の中に立地している小規模な空港である。かつてはメデジンの空の玄関だったが1985年のコルドバ国際空港の開港以来、国内線とゼネラル・アビエーションに利用されている。

## 観光
- アルビ公園(英語版)- メデジンの北東部に位置する公園。スペイン語での正式名称は「アルビ エコツーリスト公園」だが、現地ではもっぱら「アルビ公園」と呼ばれている。広さは16000ヘクタールで、54kmに及ぶ遊歩道を備えている。公園内ではハイキングのほか、BBQや川遊びも楽しめる。
- エル・ペニョール・グアタペ - メデジン郊外にそびえる巨大岩。ラ・ピエドラ・デル・ペニョールともいう[4]。

## スポーツ
メデジンは、コロンビア有数の強豪サッカークラブであるアトレティコ・ナシオナルとインデペンディエンテ・メデジンの本拠地である。この2チームは歴史も古く、国内リーグの優勝回数も多い。両者の直接対決はクラシコ・パイサ（Clásico Paisa、アンティオキア県ダービー）と呼ばれている。

## 教育
- アンティオキア大学

## 出身有名人
- カミロ・ビジェガス (ゴルファー)
- フアネス (歌手)
- メラニー・リオス (ポルノ女優)
- ロベルト・ゲレーロ (レーサー)
- フアン・パブロ・アンヘル
- フェルナンド・ボテロ
- サンティアゴ・ボテロ
- ヒメナ・レストレポ
- マリアナ・パホン
- パブロ・エスコバル（メデジン・カルテル設立者）
- マルーマ
- カロルG
- カミロ (歌手)
- セバスチャン・ヤトラ

## 姉妹都市
- フォートローダーデール（アメリカ合衆国）
- モンテレイ（メキシコ）
- ビルバオ（スペイン）

## 気候
気温は安定しており、16度から28度の範囲で増減する。ただし、11月から3月にかけて12度以下に落ちることがある。逆に6月から8月にかけては雨量が少ないことから30度以上になることもある。
| メデジンの気候                                                    | メデジンの気候 | メデジンの気候 | メデジンの気候 | メデジンの気候 | メデジンの気候 | メデジンの気候 | メデジンの気候 | メデジンの気候 | メデジンの気候 | メデジンの気候 | メデジンの気候 | メデジンの気候 | メデジンの気候 |
| 月                                                                | 1月            | 2月            | 3月            | 4月            | 5月            | 6月            | 7月            | 8月            | 9月            | 10月           | 11月           | 12月           | 年             |
| ----------------------------------------------------------------- | -------------- | -------------- | -------------- | -------------- | -------------- | -------------- | -------------- | -------------- | -------------- | -------------- | -------------- | -------------- | -------------- |
| 最高気温記録 °C （°F）                                            | 31 (88)        | 33 (91)        | 33 (91)        | 33 (91)        | 32 (90)        | 32 (90)        | 32 (90)        | 34 (93)        | 33 (91)        | 31 (88)        | 31 (88)        | 33 (91)        | 34 (93)        |
| 平均最高気温 °C （°F）                                            | 28 (82)        | 28 (82)        | 28 (82)        | 28 (82)        | 27 (81)        | 28 (82)        | 28 (82)        | 28 (82)        | 28 (82)        | 27 (81)        | 27 (81)        | 27 (81)        | 27.7 (81.7)    |
| 平均最低気温 °C （°F）                                            | 17 (63)        | 17 (63)        | 17 (63)        | 17 (63)        | 17 (63)        | 17 (63)        | 16 (61)        | 17 (63)        | 16 (61)        | 17 (63)        | 17 (63)        | 17 (63)        | 16.8 (62.7)    |
| 最低気温記録 °C （°F）                                            | 12 (54)        | 12 (54)        | 13 (55)        | 14 (57)        | 13 (55)        | 10 (50)        | 10 (50)        | 11 (52)        | 10 (50)        | 11 (52)        | 11 (52)        | 8 (46)         | 8 (46)         |
| 雨量 mm （inch）                                                  | 61 (2.4)       | 76 (2.99)      | 121 (4.76)     | 163 (6.42)     | 199 (7.83)     | 148 (5.83)     | 119 (4.69)     | 154 (6.06)     | 172 (6.77)     | 221 (8.7)      | 151 (5.94)     | 88 (3.46)      | 1,673 (65.85)  |
| 平均降雨日数                                                      | 12             | 13             | 17             | 21             | 24             | 18             | 16             | 20             | 22             | 25             | 21             | 15             | 224            |
| % 湿度                                                            | 66             | 66             | 67             | 70             | 71             | 67             | 63             | 65             | 69             | 72             | 73             | 70             | 68.3           |
| 平均月間日照時間                                                  | 175            | 149            | 154            | 128            | 139            | 173            | 203            | 192            | 153            | 133            | 136            | 156            | 1,891          |
| 出典：INSTITUTO DE HIDROLOGIA METEOROLOGIA Y ESTUDIOS AMBIENTALES |                |                |                |                |                |                |                |                |                |                |                |                |                |